# Catxolot rogenc
El catxolot rogenc (Pseudoseisura cristata) és una espècie d'ocell de la família dels furnàrids (Furnariidae) que habita a la vegetació baixa i als boscos àrids de les terres baixes de l'est del Brasil.